# Eigenfeier
Von Eigenfeiern spricht man in der Liturgie der römisch-katholischen Kirche in Bezug auf jene Feste im liturgischen Kalender von Diözesen oder Ordensgemeinschaften, die im Allgemeinen Römischen Kalender (Generalkalender) oder im Regionalkalender für das deutsche Sprachgebiet nicht enthalten sind oder eine andere Gewichtung haben.

## Diözesane Eigenfeiern
- Eigenfeiern im Bistum Aachen
- Eigenfeiern im Bistum Augsburg
- Eigenfeiern im Erzbistum Bamberg
- Eigenfeiern im Bistum Basel
- Eigenfeiern im Erzbistum Berlin
- Eigenfeiern in der Diözese Bozen-Brixen
- Eigenfeiern im Bistum Chur
- Eigenfeiern im Bistum Dresden-Meißen
- Eigenfeiern im Bistum Eichstätt
- Eigenfeiern im Bistum Erfurt
- Eigenfeiern im Bistum Essen
- Eigenfeiern im Erzbistum Freiburg
- Eigenfeiern im Bistum Fulda
- Eigenfeiern im Bistum Görlitz
- Eigenfeiern im Erzbistum Hamburg
- Eigenfeiern im Bistum Hildesheim
- Eigenfeiern im Erzbistum Köln
- Eigenfeiern im Bistum Lausanne-Genf-Freiburg
- Eigenfeiern im Bistum Magdeburg
- Eigenfeiern im Bistum Mainz
- Eigenfeiern im Erzbistum München und Freising
- Eigenfeiern im Bistum Münster
- Eigenfeiern im Bistum Osnabrück
- Eigenfeiern im Erzbistum Paderborn
- Eigenfeiern im Bistum Passau
- Eigenfeiern im Bistum Regensburg
- Eigenfeiern in der Diözese Rottenburg-Stuttgart
- Eigenfeiern im Bistum Speyer
- Eigenfeiern im Bistum Sankt Gallen
- Eigenfeiern im Bistum Sitten
- Eigenfeiern im Bistum Trier
- Eigenfeiern im Erzbistum Vaduz
- Eigenfeiern im Bistum Würzburg

## Eigenfeiern von Ordensgemeinschaften
- Eigenfeiern der Don-Bosco-Familie